# Música de Argentina

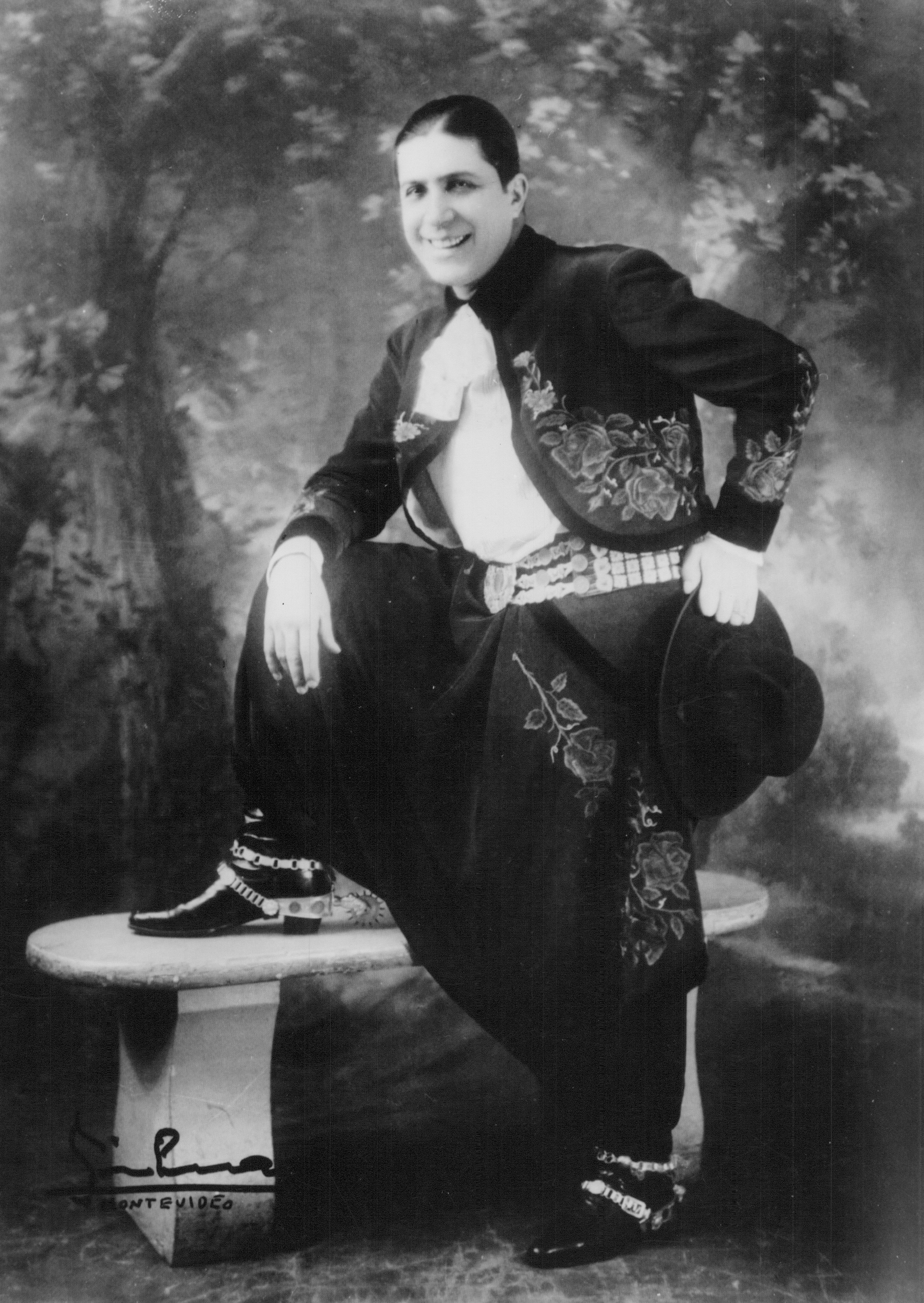
Carlos Gardel, el máximo ícono del Tango nacional y mundial.

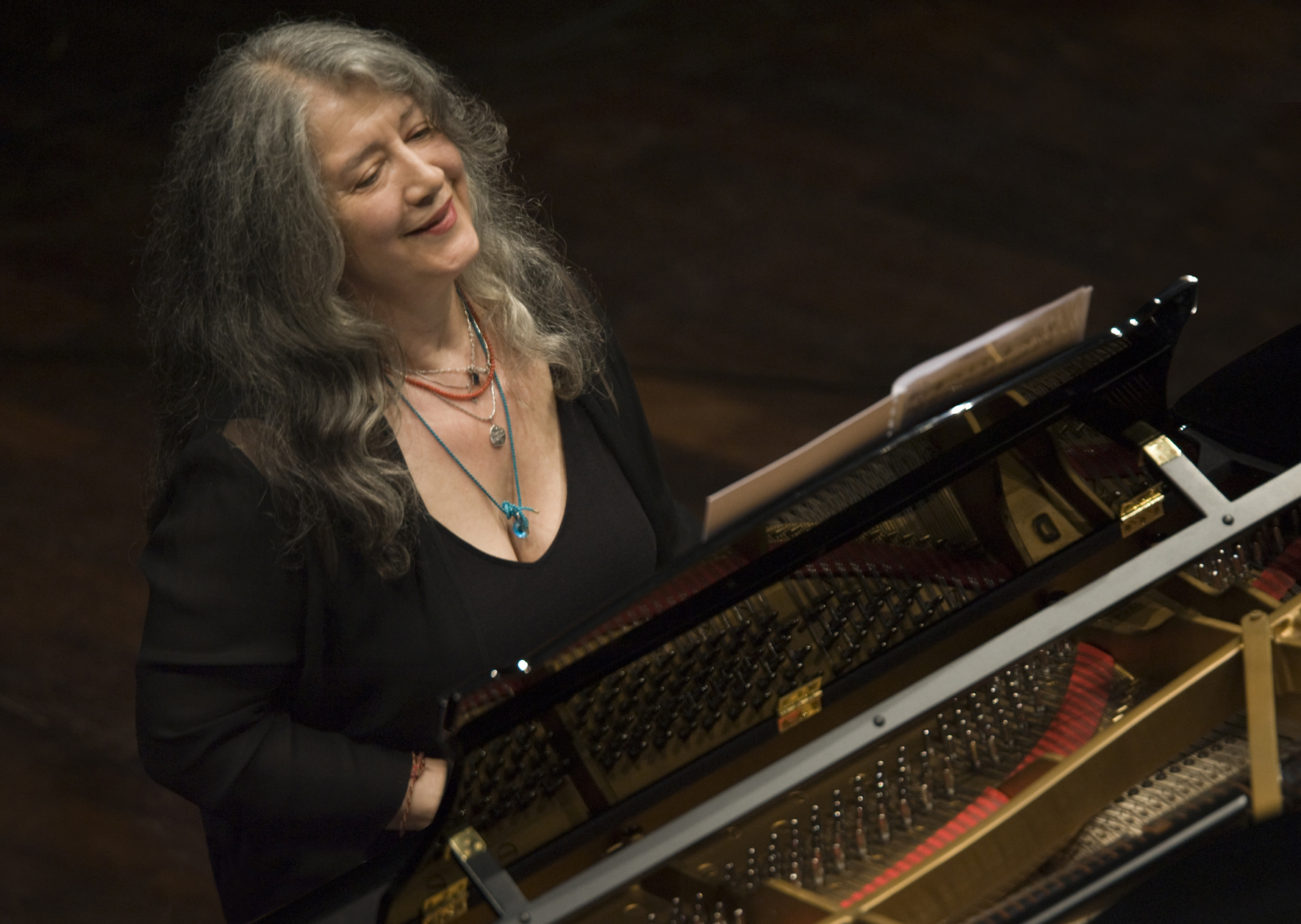
Martha Argerich en concierto en el Centro Cultural Kirchner, julio de 2015.

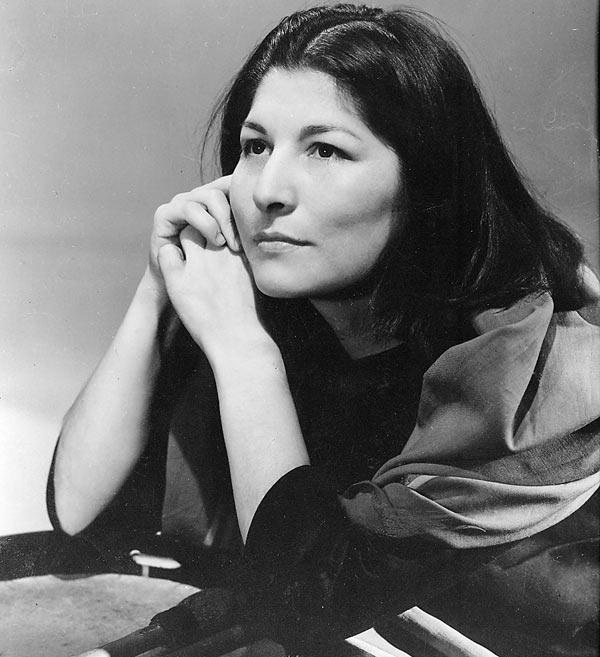
La cantante tucumana Mercedes Sosa, una de las máximas exponentes del llamado «folklore argentino».

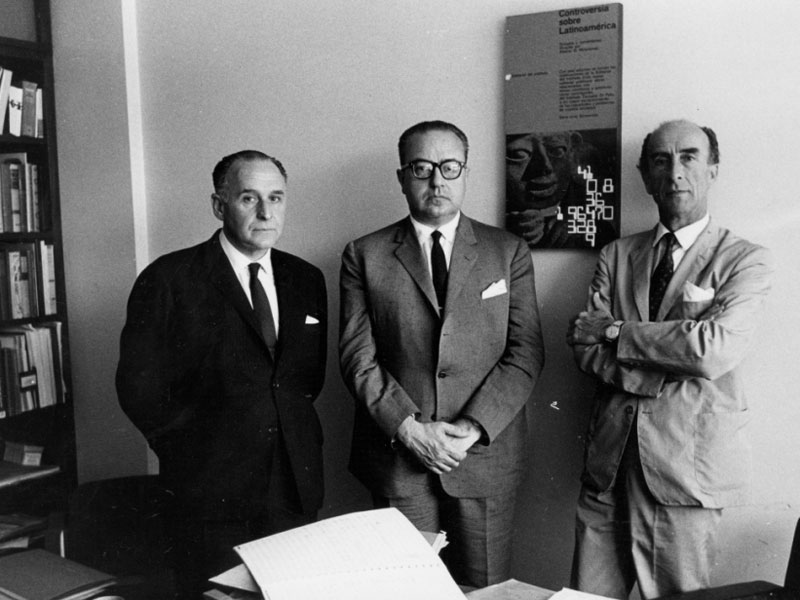
El uruguayo Lauro Ayestarán, Ginastera y el chileno Alfonso Letelier, miembros del primer jurado de becarios, Instituto Di Tella, Buenos Aires, 1962

Charly García, «prócer» del rock nacional argentino.

La música de Argentina, por su vasta extensión territorial y diversidad demográfica, presenta una notable variedad cultural. Entre sus expresiones musicales más destacadas se encuentran el tango, la música folklórica, el rock nacional, el bolero, la balada romántica, la cumbia, el cuarteto, la electrónica, así como la música y el ballet clásicos.
El tango es un estilo musical y un baile nacido en los arrabales porteños y montevideanos, con difusión internacional, que tiene como máximos exponentes a Carlos Gardel y Astor Piazzolla. En el baile se destaca el éxito mundial de Tango Argentino, creado en 1983 por Claudio Segovia y Héctor Orezzoli, con bailarines como Juan Carlos Copes, María Nieves y Virulazo. Anualmente, se realiza en Buenos Aires el Festival y Campeonato Mundial de Baile de Tango.
En Argentina tiene una amplia difusión la llamada música folklórica o simplemente folklore, inspirada en los géneros rurales tradicionales. La música folklórica argentina tiene características regionales diferenciadas: en la música litoraleña predominan géneros como el chamamé y la chamarrita; en el folklore "surero" (que corresponde a la región pampeana, lo cual era el "sur" hasta la Campaña del Desierto a fines de la década de 1870) existen géneros como la milonga campera, el triunfo, la huella, el malambo surero y el "Estilo" o "Triste"; en el folklore cuyano predomina la cueca y la tonada; en el folklore norteño predominan las chacareras y las zambas; y en el folklore del noroeste andino, predominan los carnavalitos, Huaynos y Bailecitose. Entre los intérpretes y compositores se destacan Ariel Ramírez, Los Fronterizos, Los Chalchaleros, El Dúo Salteño, Atahualpa Yupanqui, Suma Paz, Mercedes Sosa, Ramona Galarza, Chaqueño Palavecino, Soledad Pastorutti y Los Nocheros se encuentran entre los exponentes más importantes de estos géneros. Entre los varios encuentros de música folklórica se destacan el Festival de Cosquín en Córdoba y el carnaval jujeño.   
El rock nacional argentino tiene un amplio desarrollo desde finales de los años 1960 y una fuerte influencia en el rock iberoamericano cantado en español ampliamente conocido en todo el continente. Posee exponentes destacados como los grupos fundacionales Los Gatos, Almendra, Manal y Sui Generis, además de Patricio Rey y sus Redonditos de Ricota, Soda Stereo y músicos como Luis Alberto Spinetta, Charly García, Indio Solari y Gustavo Cerati. Los festivales más exitosos de la actualidad son el Cosquín Rock y el Quilmes Rock, celebrados anualmente. El 23 de Enero se festeja el «Día Nacional del Músico» en honor al aniversario del fallecimiento de Spinetta - indicando la importancia del rock nacional en la cultura argentina de las últimas generaciones 
El bolero y la balada romántica cuenta con intérpretes y compositores de fama sudamericana como Sandro de América, Los Cinco Latinos, Mario Clavell, Estela Raval, Chico Novarro, Vicentico, Patricia Sosa y Diego Torres. La cumbia, también llamada «movida tropical» o «bailanta», con un ritmo más simple que el modelo original colombiano, destacándose en este género Los Wawancó, Los Palmeras y Karina La Princesita. En la provincia de Córdoba se destaca la popularidad del cuarteto. 
La Ciudad de Buenos Aires es la principal elegida para los conciertos de artistas extranjeros al realizar sus giras, y suele ser escenario de la música electrónica en América Latina, con importantes fiestas como la South American Music Conference, la Creamfields que con su convocatoria de más de 60 000 personas, se convirtió en una de las más importantes del mundo y el Ultra Music Festival Buenos Aires. La ciudad, junto con Mar del Plata y Bariloche, tienen también su propio estilo de música electrónica, con artistas como Hernán Cattáneo y Fuerza Bruta.
Con base en el Conservatorio Nacional de Música y el Teatro Colón, se ha desarrollado una sólida escuela de música y danza clásicas. En la música clásica, destacan compositores como Amancio Alcorta, Alberto Williams, Arturo Berutti, Carlos López Buchardo, Alberto Ginastera, Carlos Guastavino, Mauricio Kagel, Marta Lambertini, Alicia Terzian, Gerardo Gandini y Pía Sebastiani; intérpretes como Martha Argerich y directores como Daniel Barenboim. En danza clásica, destacan Jorge Donn, Norma Fontenla, José Neglia, Julio Bocca, Paloma Herrera, Ludmila Pagliero y Marianela Núñez, entre otros.
Entre las creaciones inclasificables de la música argentina se destaca la obra de María Elena Walsh —orientada en gran medida pero no exclusivamente al público infantil— y los espectáculos humorísticos-musicales del conjunto Les Luthiers.

## Música de los pueblos originarios

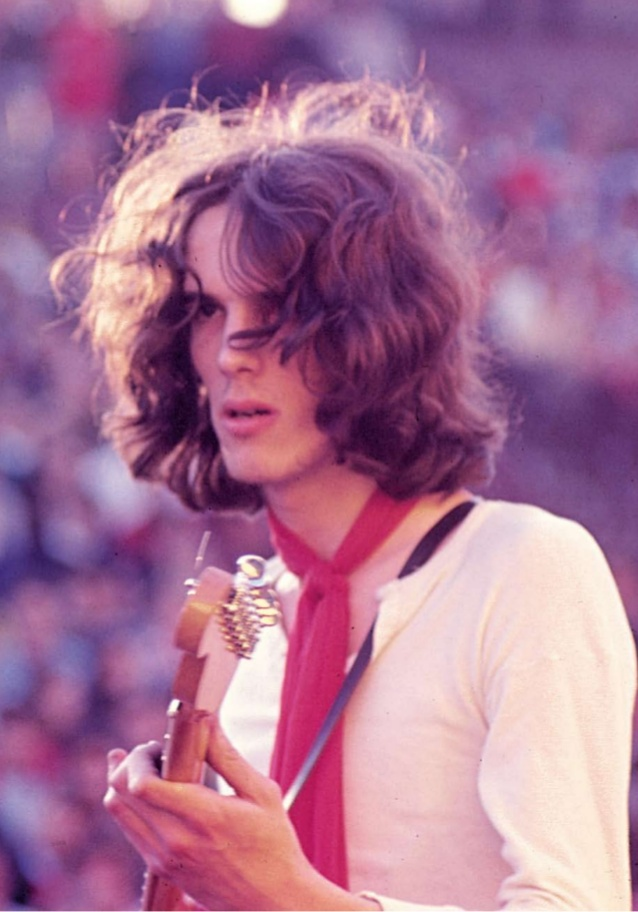
Luis Alberto Spinetta en 1969, también «procer» del rock nacional en cuyo honor se celebra el «Día Nacional del Müsico».

Los pueblos originarios todavía conservan su música, aunque con posibilidades escasas de difusión masiva. La tradición oral de chiriguanos, chorotes, mapuches, pilagás, tehuelches, tobas, wichíes –entre otras comunidades originarias– ha sido recopilada con trabajos de campo desde el año 1931 por parte de investigadores del Instituto Nacional de Musicología «Carlos Vega».

## Música folklórica
Sobre la base de los estilos musicales de los pueblos originarios y el aporte de aquellos traídos por las etnias europeas (principalmente españolas) y africanas, a partir de la Conquista de América, se fue conformando lo que se conoce como la música folklórica argentina, destacándose géneros como la vidala, el gato, la zamba, el chamamé, la chacarera, el carnavalito o el pericón. Muchos de estos géneros del folklore argentino son regionales y están compartidos con los países vecinos, influenciándose mutuamente.
Sobre la base de estos géneros y danzas de creación colectiva y anónima, a partir del siglo XX surgió una corriente denominada originalmente como "música nativa", que a partir de la década de 1940 se consolidó como uno de los estilos más exitosos de la música argentina. Algunos de los artistas más destacados a lo largo de su historia han sido Atahualpa Yupanqui,  Horacio Guarany, Margarita Palacios, Antonio Tormo, Mercedes Sosa, Los Chalchaleros, Ariel Ramírez, Suna Rocha, Luna Monti,  Armando Tejada Gómez, Tránsito Cocomarola,Ángela Irene,Mariana Carrizo, Yamila Cafrune, Tarragó Ros, Ramona Galarza, Aimé Paine, el Chango Farías Gómez, Linares Cardozo, el Cuchi Leguizamón, Jaime Torres, Teresa Parodi, Daniel Tinte, Chaqueño Palavecino, Soledad Pastorutti y Abel Pintos, entre muchos otros. Recientemente, para su interpretación se han agregado instrumentos no convencionales como saxofón, flauta traversa órgano, teclados y batería, innovación que va ganando adeptos de manera paulatina.

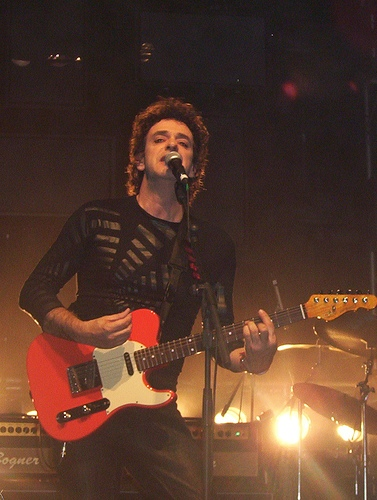
Gustavo Cerati, líder de Soda Stereo, considerada una de las bandas más trascendentes del rock argentino y latinoamericano.

### Expresiones y ritmos folklóricos
Argentina ofrece en su territorio, distintas características en sus expresiones líricas y coreográficas, que muchas veces eluden los límites provinciales, formalizándose de esta manera, zonas que fácilmente se pueden diferenciar.

#### Noroeste
Comprende las provincias del noroeste: Jujuy, Salta, Tucumán, Catamarca y Santiago del Estero. En las septentrionales, el altiplano continúa por la puna argentina y es marcada su influencia, especialmente en los instrumentos aerófonos, que solo cambian de nombre según la región o el país; también tiene amplia difusión el charango, una guitarra americana por excelencia. La baguala se acompaña con caja, siendo lo más tradicional, junto con el carnaval y los carnavalitos. Un poco más al sur, en la zona cordillerana, imperan las vidalas catamarqueñas y las chayas riojanas. Si bien tradicionalmente la expresiones líricas han tenido carácter solista, desde hace tiempo se han impuesto la formación de conjuntos de cuatro voces, con tres guitarras y bombo y, últimamente, la incorporación de otros instrumentos no convencionales.
La zamba pasó a ser la más difundida y la más elegida por los intérpretes, expandiéndose por todo el país.

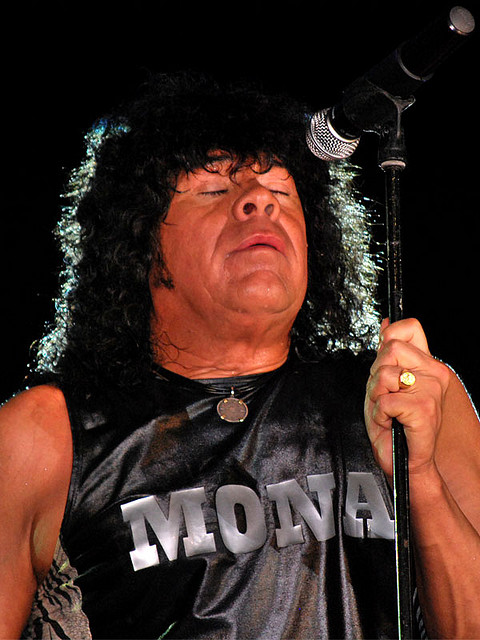
La Mona Jiménez, uno de los más reconocidos e influyentes intérpretes y compositores argentinos de cuarteto.

#### Región delLitoral
Comprende la Mesopotamia (Entre Ríos, Corrientes y Misiones, parte de Chaco y Formosa y norte de la provincia de Santa Fe). Es también de destacar hacia el norte, la influencia de las expresiones populares del Paraguay, siendo ésta una de las zonas de donde el idioma ancestral se ha mantenido a través del tiempo: el guaraní. El río Uruguay transporta desde el interior uruguayo -muy similar al entrerriano- el rasguido doble o sobrepaso, que en la provincia de Entre Ríos se transforma en chamarrita, la especie que la identifica. pero, en toda la zona impera el chamamé, especialmente en Corrientes; en cambio, curiosamente, cruzando el Uruguay, el sur del Brasil ofrece más puntos comunes con lo rioplatense, si bien en los instrumentos hay similitudes con la zona lindera. En Misiones, la tradición de colonias europeas ha puesto de moda el chotis y nuevas expresiones como la kolomeika y, como ritmo de frontera, el gualambau. De todas maneras los de mayor fuerza, en ese orden, son el chamamé, el 'rasguido doble', la 'chamarrita' y el 'valseado', aunque también la 'polca' y la 'galopa'.
La forma interpretativa más tradicional es el dúo y los instrumentos de más uso son: el acordeón (también a piano), el bandoneón, la guitarra y lo fue -hoy casi en desuso- el arpa india.

#### Centro
Comprende fundamentalmente Santiago del Estero, la otra zona de país en donde la lengua adquirida recién en el siglo XV, la quichua, que mantiene su vigencia, especialmente en Salavina y toda su zona circundante. La vidala en voces solistas a dúo, ha sido desplazada paulatinamente por las chacareras (en todas sus formas), los 'gatos' y los 'escondidos'. La zamba, más lenta que la 'salteña carpera', es también elegida en el repertorio de la mayoría de los intérpretes, que optan acompañarse con la guitarra y los instrumentos más típicos de la región: el bombo y el violín. Los cordobeses, por su parte, un tanto huérfanos de expresiones regionales, han adoptado la jota y al gato con el agregado de «cordobesa» y «cordobés», respectivamente. También, los valsesitos serenateros evocan, casi siempre, un pasado no muy lejano.
El 'malambo', expresión coreográfica exclusivamente masculina, se presenta individualmente o, en ocasiones, en 'contrapunto'. Es como la zamba, menos repiqueteado que en el norte, pero diferente de la versión del sur, en donde el repiqueteado no existe.

#### Cuyo
El Cuyo comprehende a la provincias de San Juan, Mendoza y San Luis. Existen vías de comunicación, a través de la cordillera, con Chile. Es otra de las zonas en donde impera el canto a dúo, si bien el carácter de solista no se ha abandonado, especialmente por parte de las tonaderas, intérpretes precisamente de la especie más difundida y representativa de la región: la tonada, forma lírica que casi como excepción, no tiene coreografía. Junto con ella, la cueca, el gato y los valses son las de mayor divulgación. Los intérpretes se acompañan con guitarra, requinto cuyano (otra clase de guitarra americana) y, cada vez en menor medida, por arpa. La tonada tiene en su parte final, una estrofa de improvisación, casi dedicada al dueño de la casa, o a quien se quiere homenajear. La cueca, invita al tradicional «aro, aro», expresión con la que se interrumpe al cantor, en la segunda parte de su interpretación, para que -luego de los tragos con que se lo invita- vuelva a comenzar la canción.
Uno de los grupos más importantes de la región es Los Trovadores de Cuyo.

#### Pampeana
Conocida vulgarmente como sureña. Denominada de esta manera por la proyección que tienen distintas formas populares en ambas márgenes del Plata.
El territorio comprende la pampa húmeda bonaerense, la provincia de La Pampa, el sur de Santa Fe y, el centro y sur de la provincia de Córdoba. Lo más tradicional, aún vigente, lo constituye el denominado 'contrapunto'. Lo hacen por medio de distintos ritmos regionales, dentro de los cuales se destaca la milonga; aun cuando otras especies -que ya han caído en desuso- pueden sumárseles, como el pericón vals, la cifra y el triunfo. Todos estos ritmos son los más utilizados por los cantores populares de la zona; usualmente solistas, que se acompañan con la guitarra.

#### Patagonia
Comprende la parte austral del país, desde el río Colorado hacia el Sur. Muchas de las expresiones regionales han sido tomadas de los rituales aborígenes, especialmente de los pueblos mapuches, y otras son adaptaciones locales de otros ritmos nacionales, como la danza Cordillerana, originaria de cuyo.
Danzas rituales, como el 'loncomeo', el kaani, la chorrillera y la cordillerana, son acompañadas por instrumentos indígenas, principalmente de la  cultura Mapuche, como el Trompe, la Trutruka el Kultrun y, convencionalmente, la guitarra. Estos géneros están en constante evolución y re-descubrimiento.
Muchos de estos ritmos han sido adoptados por compositores actuales, siendo grabados en discos y presentados en festivales del país. El Loncomeo más famoso es «Quimey Neuquén», con letra de Mlton Aguilar y música de Marcelo Berbel, que fue además incorporada como canción de enseñanza obligatoria en el Nivel Primario del sistema educativo de la Provincia del Neuquén.
Otro músico destacable por su cuantiosa producción artística es Hugo Giménez Agüero. Fue uno de los artistas patagónicos más representativos y el encargado de mantener viva  la cultura musical Tehuelche, junto con su colega Oscar Giménez. Grabó más de 20 discos con composiciones propias y adaptaciones de poesías y ritmos originarios del sur argentino.

##### Primeros registros
La música étnica que nutre al folklore patagónico comenzó a desaparecer con el rápido avance de las exploraciones Inglesas en el sur Chileno y Argentino a finales del siglo XIX, pero aún se conservan algunos registros. Entre 1907 y 1908 el Coronel C. Wellington Furlong realizó una expedición científica y etnográfica a las Islas de Tierra del Fuego. A lo largo y ancho de las islas, logró capturar una gran variedad de cantos de los Onas, los Yaganes y los Alacalufes, junto con más de 700 fotografías, puntas de flechas, utensilios y diversas herramientas, que fueron enviados a diversas universidades y museos de Estados Unidos, Inglaterra y Alemania. Las grabaciones de los cantos, realizadas sobre cilindros de cera, fueron enviadas especialmente al etnomusicólogo Erich M. von Hornbostel, que publicó sus ensayos sobre los mismos en 1936 bajo el título Fuegian Songs (Canciones Fueguinas), trabajo que luego fue traducido al español por el historiador chileno Eugenio Pereira Salas.

## Música docta

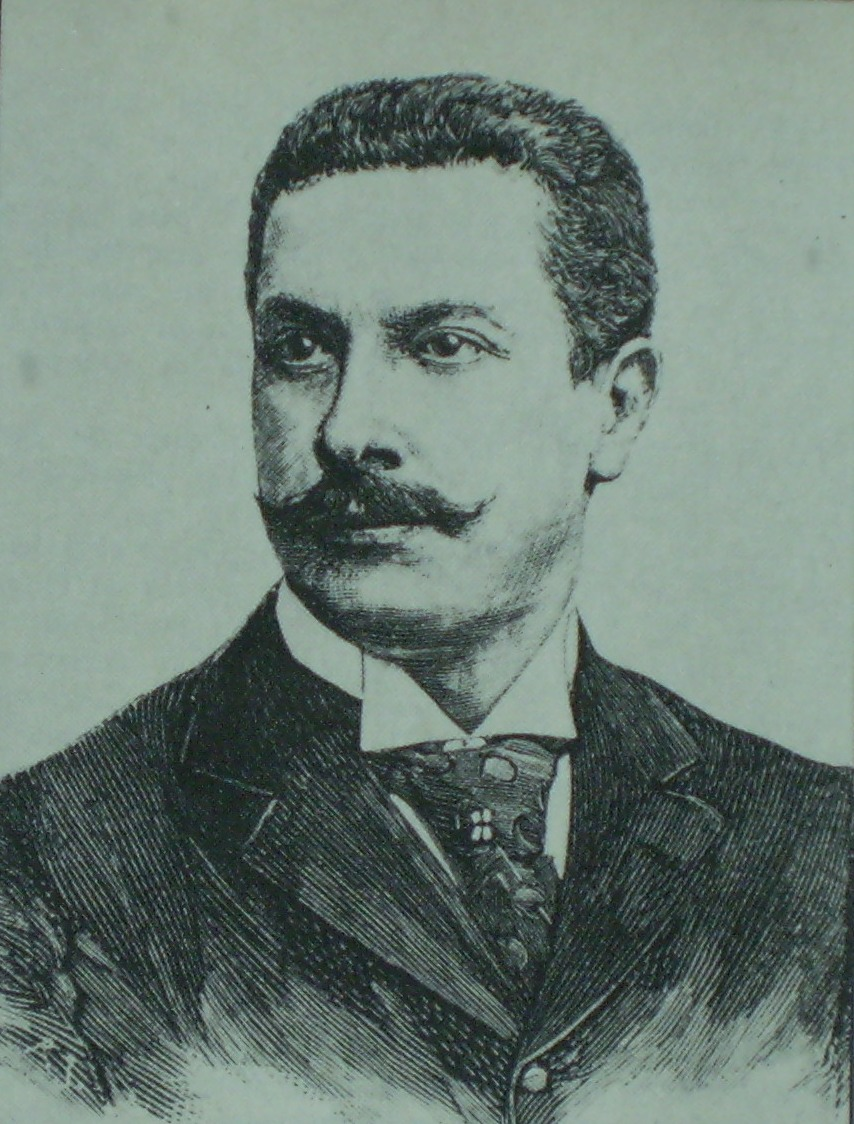
Alberto Williams.

Con la conquista española se produjo el ingreso de los primeros instrumentos musicales europeos, mientras que en el período colonial la actividad musical se tornó más intensa, merced a la intervención de las órdenes religiosas.
A comienzos del siglo XVIII se propició la enseñanza y se intensificó el aporte del Viejo Continente a través de la visita de músicos y de la importación de partituras y libros de música. 
En 1717 llegó al país, radicándose en Córdoba, el compositor italiano Domenico Zipoli. En su país natal había estudiado con Alessandro Scarlatti y Bernardo Pasquini. En Córdoba realizó estudios con el fin de ser ordenado sacerdote. Compuso aquí misas, salmos e himnos, difundiendo el Barroco musical en América Latina. Murió en 1726. 
En 1757 se construyó en Buenos Aires el primer teatro de óperas y comedias y en 1783 se inauguró el Teatro de la Ranchería.
Con el movimiento emancipador de mayo, se renovó la canción patriótica, destacándose figuras como Blas Parera.
A ellas le siguieron los denominados precursores, primeros compositores nacidos en suelo argentino: Juan Pedro Esnaola, Amancio Alcorta y Juan Bautista Alberdi. No se trataba de profesionales sino de aficionados, que alternaban su vocación musical con otras actividades. Los géneros en boga eran la música de salón, concebida para la danza, y la canción; al igual que en Europa, la música de cámara formaba parte de la vida cotidiana.
En 1857 abrió sus puertas en la zona de la Plaza de Mayo el Teatro Colón, el principal en todo el territorio argentino dedicado, en general, a la música y a la danza cultas. En esa zona funcionó hasta 1888. Reabrió sus puertas, luego de veinte años de construcción, en 1908 frente a la Plaza Vaticano. Considerado uno de los teatros con mejor acústica del mundo, por sus instalaciones pasaron artistas enormes como Igor Stravinsky, Richard Strauss, Manuel de Falla, Enrico Caruso, María Callas, Herbert von Karajan, Vaslav Nijinsky y Maya Plisétskaya, entre otros.
La generación siguiente incluyó a músicos ya profesionales: son los nacidos entre 1860 y 1875, entre cuyos representantes más notables figuran Alberto Williams, Julián Aguirre y Arturo Berutti.
Alberto Williams realmente fue quien abrió la puerta a los músicos posteriores argentinos al mundo. En Europa estudió con grandes profesores y compositores, entre ellos, César Franck. Algunas de sus obras más importantes son la Marcha del Centenario (1910) y el Poema del Iguazú.
Como director de orquesta Héctor Panizza alcanzó una notable proyección internacional. Por ejemplo, fue compañero en La Scala de Arturo Toscanini. Como compositor su obra más famosa fue la ópera Aurora, estrenada en 1908. Su aria principal dio origen a la «Canción a la bandera» («Alta en el cielo»).    
A esta generación le sigue un conjunto destacado de músicos nacidos entre 1875 a 1890, que estudiaron en Europa y al regresar desarrollaron su actividad como creadores, docentes, fundadores de institutos o directores de sociedades musicales. Su formación los llevó a incursionar en todos los géneros y a adoptar una actitud más consciente ante la recolección folklórica. Entre ellos se destacan Felipe Boero, Ernesto Drangosch, Floro Ugarte y Carlos López Buchardo, director–fundador en 1924 del Conservatorio Nacional de Música y Arte Escénico que hoy lleva su nombre.
A partir de fines de la década del 20 se produjo la irrupción de lenguajes neoclásicos en la música culta argentina, lo que significó la primera aparición de una vanguardia que cambió el rumbo de la generación anterior.
La producción argentina en las décadas del 40 y del 50 estuvo a cargo de los primeros egresados del Conservatorio Nacional y en este escenario, dos músicos representaron las dos tendencias en pugna: Alberto Ginastera y Carlos Guastavino. Una tercera vertiente se opuso a ambas. Fue la representada por Juan Carlos Paz, quien introdujera la música dodecafónica en Argentina y organizara los conciertos de la Nueva Música. Criticaba en éstas el folklorismo y nacionalismo mixturado con la tradición culta europea. Mientras que Ginastera, según Paz, encarnaba la Academia y las instituciones, él se asociaba a las nuevas estéticas y tendencias. Ginastera, en su último período artístico (años setenta a ochenta) adoptó la música dodecafónica. No cabe duda de que éste fue el primer compositor argentino en ingresar en el canon universal. Algunas de sus obras más conocidas son los ballets Panambi y Estancia y la ópera Bomarzo, que en su momento fue prohibida por el gobierno de Onganía.      
En 1952 se creó el Mozarteum Argentino, una asociación civil sin fines de lucro dedicada a promover y a difundir la música clásica en todo el territorio. 
Los comienzos de la década de 1960 generan cambios experimentales de relevancia y destacan Alicia Terzian, Guillermo Graetzer, Pompeyo Camps, Roberto García Morillo y Marta Lambertini.
Pero la figura fundamental entre los compositores nacidos en los años Treinta que llevó adelante la mayor parte de su carrera en el país, fue Gerardo Gandini. Estudió con el italiano Goffredo Petrassi, entre otros profesores y compositores, y entre sus obras más importantes figura la ópera La ciudad ausente, con libreto de Ricardo Piglia.
Otro de los argentinos consagrado a nivel universal fue Mauricio Kagel. En su juventud en el país recibió influjo, tanto de la escuela de Ginastera, como de la de Paz. No obstante, radicado en Alemania abrazó el postserialismo para luego relacionarse con la música electrónica, la escuela de Darmstadt y Karlheinz Stockhausen. Finalmente desarrolló un estilo propio original, irónico y humorístico, vinculado al neodadaísmo.   
Grandes intérpretes nacidos en Argentina han sido reconocidos a nivel mundial: los pianistas Martha Argerich y Bruno Gelber, el director de orquesta y también pianista Daniel Barenboim, el violinista y director de orquesta Alberto Lysy (fundador de la Camerata Bariloche), y la violonchelista Sol Gabetta, nacida en Villa María, Córdoba, en 1981. Es preciso resaltar que Martha Argerich ganó el primer premio del Concurso Internacional de Piano Frédéric Chopin que se disputa cada cinco años desde 1927, en 1965, y la bonaerense Ingrid Fliter obtuvo el segundo puesto en el año 2000.
En danza clásica, destacan Jorge Donn, Norma Fontenla, José Neglia, Julio Bocca, Paloma Herrera, Ludmila Pagliero y Marianela Núñez, entre otros.

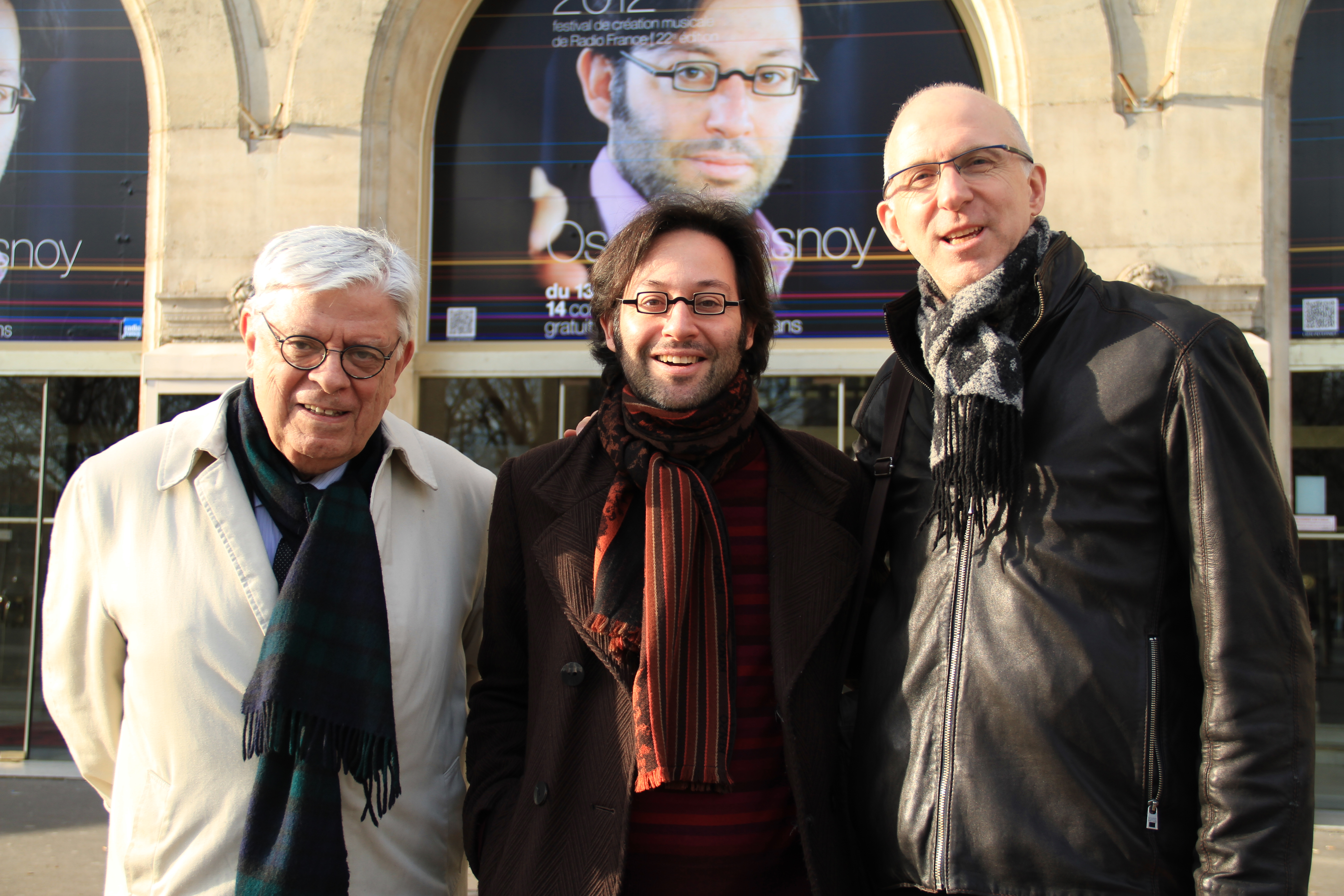
Hermenegildo Sábat, Oscar Strasnoy, Matthew Jocelyn (2012).

En las últimas décadas del siglo XX y las primeras del XXI, los creadores argentinos que no desdeñan la exploración instrumental, la electroacústica, y la apropiación de nuevas tecnologías, han consolidado una trayectoria musical que prestigia al país. Entre ellos se destacan Osvaldo Golijov (de gran trayectoria en Estados Unidos; reconocido por combinar la música klezmer con la clásica), Esteban Benzecry, Oscar Strasnoy (ambos de trayectoria en Francia), Claudia Montero (compositora residente del Palau de la Música de Valencia).
Entrado ya el siglo XXI ha de ser destacada la actividad del compositor Alex Nante, nacido en Buenos Aires en 1992.

## Tango
A partir de 1860, con la incorporación de corrientes de inmigrantes europeos (principalmente de italianos y españoles), su música se enriquece. Con su contribución, en los suburbios de Buenos Aires se fue modelando el tango en arrabales y prostíbulos. En tiempos iniciales se interpretaba con violín, guitarra y flauta, pero hacia 1900 ésta fue reemplazada por el bandoneón, traído por los inmigrantes alemanes.
Suelen distinguirse tres períodos en la historia del tango:
- Guardia Vieja, desde sus orígenes hasta 1920.
- Guardia Nueva, desde 1920 a 1955.
- Nuevo Tango, desde 1955 en adelante, dirigido por Astor Piazzolla.

Se destacan en la Guardia Vieja: El Negro Casimiro o Casimiro Alcorta y Ángel Villoldo.
En las primeras décadas del siglo XX surgieron nuevos artistas de tango o Guardia Nueva, entre ellos: Guillermo Barbieri, Carlos Gardel y Alfredo Le Pera, quienes el 19 de marzo de 1935 grabaron Por una cabeza en la ciudad de Nueva York. Otros cantautores de tango de la época fueron José María Aguilar Porrás y Ángel Domingo Riverol, los cinco cantautores y músicos fallecieron el 24 de junio de 1935 en el Accidente aéreo de Medellín.
La danza fue un elemento esencial para la difusión del género y se desarrolló sobre dos vertientes: la de ritmo alegre, veloz y vivaz; y la triste, sentimental y reconcentrada. En esta segunda etapa cobró importancia la letra, a la que daba su impronta personal cada cantante. Entre los más destacados brilló Carlos Gardel, "el zorzal criollo", incuestionable divulgador del tango.

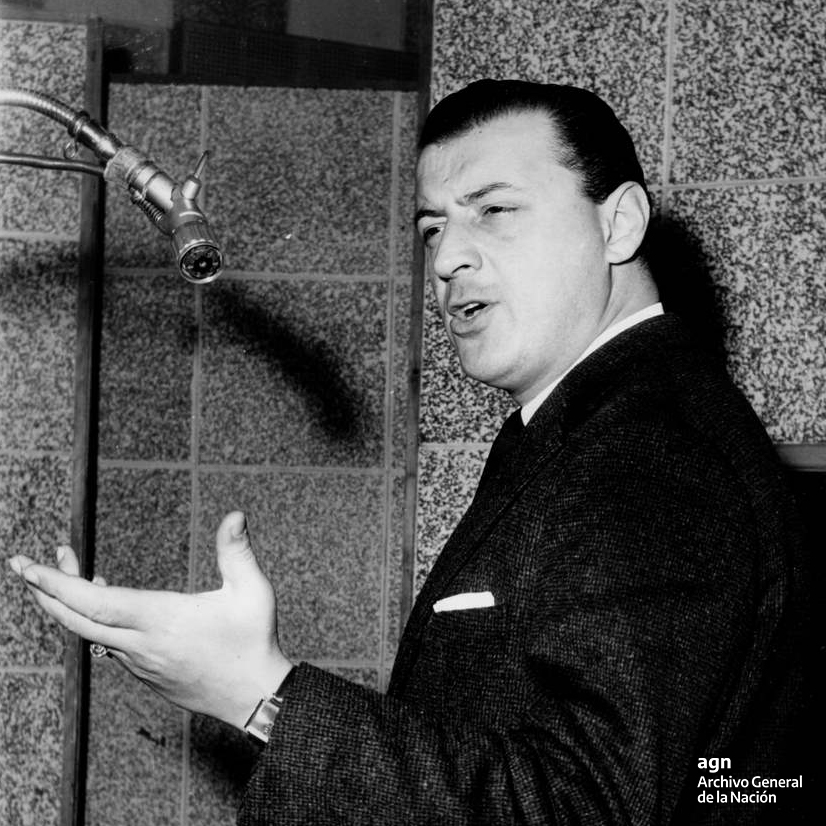
Julio Sosa, conocido también como "El Varón del Tango", uno de los tangueros más influyentes de la historia Argentina.

En la década del 40, con el aporte de músicos y poetas provenientes del interior, los solistas recurrieron a temas evocativos, familiares, amorosos o testimoniales.
La radiofonía y el cine nacionales contribuyeron notablemente a llevar al tango a un período de esplendor hasta iniciados los años 50, con letristas, cantantes y músicos de la talla de Osvaldo Pugliese, Francisco Canaro, Enrique Cadícamo, Aníbal Troilo, Horacio Salgán, Homero Manzi, Edmundo Rivero, Astor Piazzolla y los hermanos Virgilio y Homero Expósito.
Entre los años 60 y 70, las preferencias populares se orientaron hacia otros géneros. Sin embargo, el tango conoció un momento de especial fecundidad con variantes modernas como las del Sexteto Mayor, el Cuarteto de Colángelo y especialmente con Astor Piazzolla.
Las especies más tradicionales se conservarán, aunque renovadas con el aporte de personales intérpretes como Julio Sosa y Roberto Goyeneche; entre los más contemporáneos se puede destacar a Cacho Castaña y Adriana Varela.
Como referentes del género femenino podemos reconocer a María Graña y Eladia Blázquez
Actualmente el género ha despertado el interés de las generaciones más jóvenes y han surgido compositores que cultivan incluso, el tango electrónico. Uno de sus referente es la agrupación Bajofondo (antes conocido como Bajo Fondo Tango Club); del cual es parte el conocido y galardonado músico y compositor Gustavo Santaolalla. 

## Rock nacional
Iniciada la década del 60, la Argentina fue sacudida musicalmente por el fenómeno "beatle" y algunos grupos locales procedieron a imitarlos. Sin embargo, hubo talentos que encontraron su expresión propia. El éxito de ventas del primer LP de rock nacional grabado por Los Gatos, dio cuenta de que ya había en el país un público para el género y con Almendra (banda) y Manal, quedó configurada a comienzos de los 70 la trilogía fundacional. A esta etapa pertenece también el dúo Sui Géneris, que impuso sus temas acústicos, hoy verdaderos clásicos.
El segundo momento se caracteriza especialmente porque el género se convierte en un espacio urbano de resistencia al autoritarismo dictatorial. La máquina de hacer pájaros, Serú Girán, León Gieco y el regreso de los grupos fundacionales son hitos de esta etapa que culminó en un fortalecimiento del rock a partir de la guerra de Malvinas (1982), cuando la dictadura militar prohibió la difusión de música en inglés. Al mismo tiempo, aparecieron nuevas figuras que concitaron gran aceptación.
El retorno a la democracia se vio acompañado del regreso de músicos del exilio o del surgimiento de grupos que aportaron un estilo bailable.
En la década de 1990 el género abarcó propuestas variadas: el rock puro, el pop, el punk, el heavy metal, el rap. Actualmente ya ha incorporado el ska, el reggae y otras especies, con las connotaciones temáticas que diferencian tales vertientes entre sí.
Algunos representantes del rock argentino son Charly García, Luis Alberto Spinetta, Fito Páez, Andrés Calamaro, Gustavo Cerati, Patricio Rey, Pappo, Pedro Aznar, Sandra Mihanovich, Hilda Lizarazu, Patricia Sosa, Fabiana Cantilo, Celeste Carballo, el "Pity" Álvarez y Claudia Puyó.
Rock Nacional y Alternativo: La música rock ha desempeñado un papel fundamental en la escena musical argentina desde mediados del siglo XX. Bandas emblemáticas como Soda Stereo, Charly García y Los Fabulosos Cadillacs han dejado una huella perdurable en el panorama musical tanto dentro como fuera del país. El rock argentino no solo abarca el estilo clásico, sino también se ha diversificado en subgéneros como el rock alternativo, el indie y el punk.

## Pop
La música pop en Argentina cuenta con una historia diversa y rica, profundamente influenciada tanto por las tendencias internacionales como por la singular identidad cultural del país. Desde sus modestos comienzos en la posguerra hasta su vibrante escena contemporánea, el pop argentino ha evolucionado constantemente, convirtiéndose en uno de los géneros más populares del país. Algunos de sus mayores exponentes incluyen a Miranda!, Lali y Tini, quienes han contribuido a la dinámica evolución y la gran popularidad del género.

### 1950s–1960s
En la era de la posguerra, la música pop en Argentina fue fuertemente influenciada por músicos estadounidenses e ingleses. Durante las décadas de 1950 y 1960, el movimiento «la nueva ola» marcó el inicio de la música pop orientada a la juventud en América del Sur. Frecuentemente, los músicos grababan versiones en español de canciones populares en inglés, lo que ayudó a cerrar brechas culturales y cautivó al público en todo el país. Algunos de los primeros intérpretes destacados de pop durante este período fueron Billy Cafaro, Violeta Rivas y Palito Ortega, quienes sentaron las bases para que la música pop argentina prosperara.

### 1970s–1980s
Durante las décadas de 1970 y 1980, varias bandas de rock argentinas adoptaron elementos del pop, dando origen al movimiento de la «música divertida». Bandas como Los Twist, Viuda e hijas de Roque Enroll y Los Abuelos de la Nada incorporaron estribillos repetitivos y ritmos bailables en su música, creando una fusión única de rock y pop que resonó con el público en todo el país. Además, el grupo de cumbia pop Las Primas ganó popularidad con canciones pegajosas como «Saca la Mano, Antonio», diversificando aún más el panorama del pop argentino.

### 1990s–2000s
En las décadas de 1990 y 2000 surgieron grupos pop que dejaron una huella perdurable en la escena musical argentina. Miranda!, Bandana, Mambrú, Erreway, Teen Angels y Tan Biónica emergieron como conjuntos icónicos, cada uno contribuyendo al vibrante panorama del pop argentino.

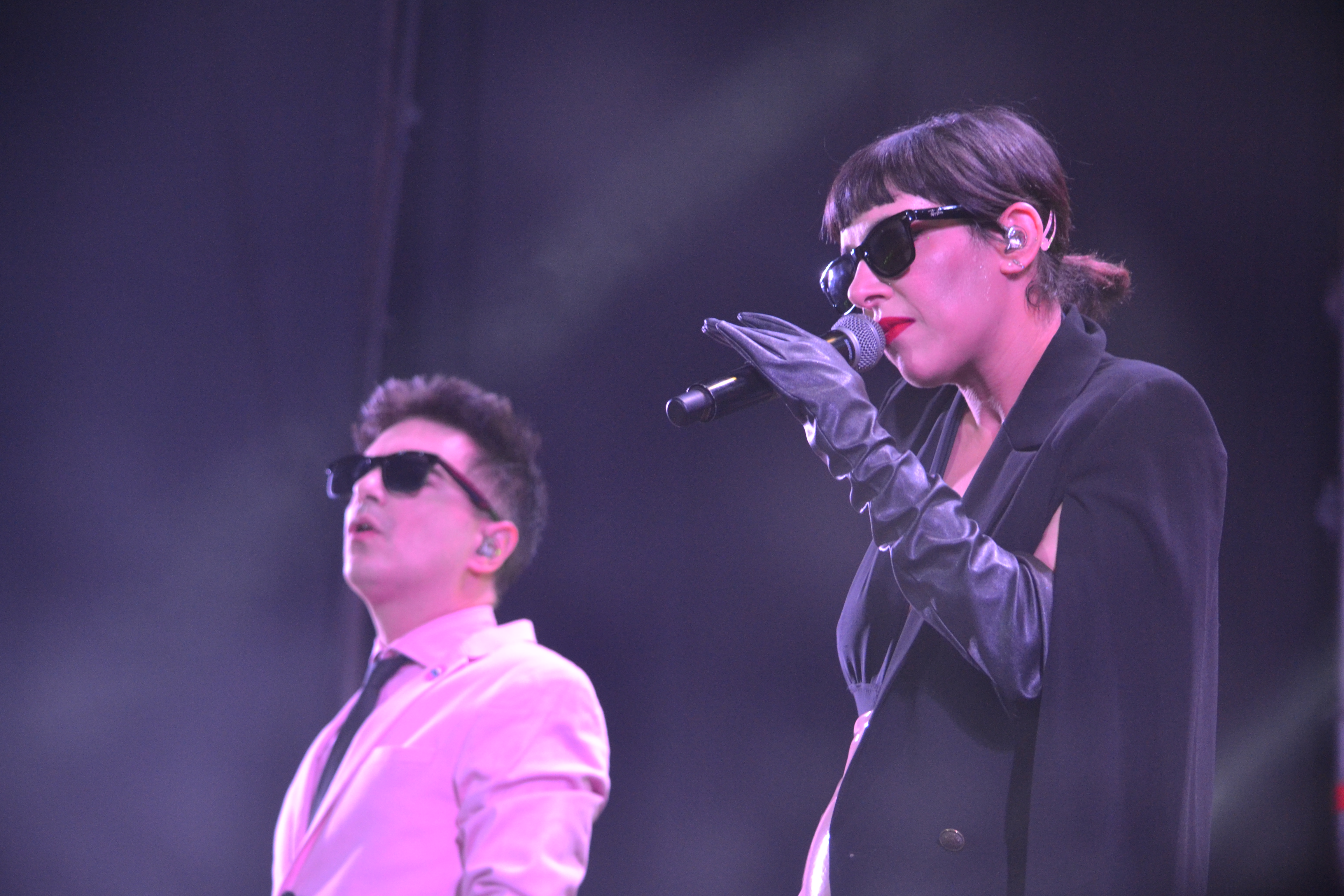
Miranda!, 2020

Miranda! se convirtió en una fuerza pionera en la música pop argentina, rompiendo barreras y redefiniendo el género. Formada en 2001 por Ale Sergi, Juliana Gattas y Lolo Fuentes, la banda rápidamente alcanzó la fama con sus melodías pegajosas, letras juguetonas y energía contagiosa. Su álbum debut, Es Mentira (2002), fue un gran éxito que los catapultó al estrellato. La música de Miranda!, caracterizada por una mezcla de ritmos electrónicos, melodías pop y letras pícaras, resonó profundamente entre el público, especialmente entre los jóvenes. Sus álbumes posteriores, incluyendo Sin Restricciones (2004) y El Disco de Tu Corazón (2007), consolidaron aún más su estatus como iconos del pop. Miranda! obtuvo numerosos premios y reconocimientos, incluidos varios Premios Gardel, y su influencia en la música pop argentina sigue siendo profunda.
Siguiendo el éxito de las Spice Girls y otros grupos de chicas, Bandana, formada a través del programa de televisión Popstars, se convirtió en uno de los grupos más vendidos de Argentina a principios de los 2000, cautivando a las adolescentes de todo el país con sus dinámicas actuaciones y melodías pegajosas. Del mismo modo, Erreway a principios de los 2000 y Teen Angels a finales de los 2000, surgidos de las series de televisión Rebelde Way y Casi Ángeles, respectivamente, también jugaron roles significativos en la formación de la escena musical pop argentina. Se convirtieron en sensaciones nacionales e internacionales, vendiendo discos en todo el mundo y cautivando al público joven con su música y actuaciones.
Durante esta época, destacados artistas solistas incluyen a Axel, Alejandro Lerner, Diego Torres y la uruguaya Natalia Oreiro.

### 2010s–presente

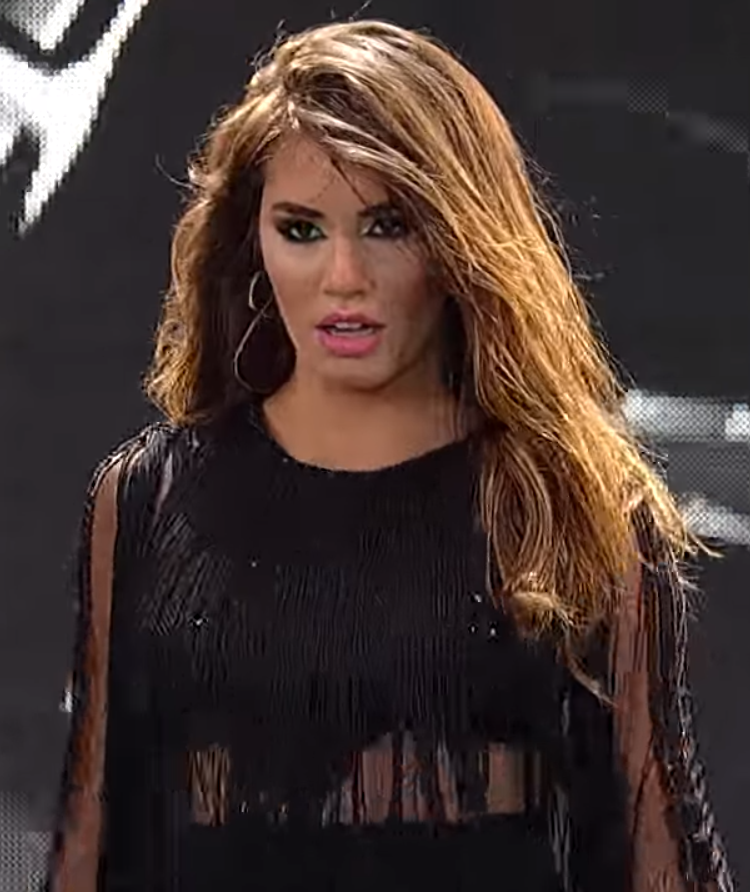
Lali en el LVIII Festival Internacional de la Canción de Viña del Mar.

En la década de 2010, la música pop argentina presenció un surgimiento de artistas solistas que trajeron una energía fresca e innovación al género. Lali, anteriormente miembro de la banda pop adolescente Teen Angels, inició una carrera en solitario revolucionaria en 2013, redefiniendo la escena pop argentina con su estilo distintivo e influencias internacionales. Lali importó sonidos de tendencias globales del pop y dio importancia a actuaciones enérgicas, videos musicales innovadores y vestuarios a la moda, estableciendo nuevos estándares para el género.
El álbum debut de Lali, A Bailar (2014), marcó un antes y un después, mostrando su versatilidad como artista e introduciendo una nueva era de música pop en Argentina. En 2016, su álbum Soy consolidó aún más su estatus como una sensación pop, obteniendo elogios de la crítica y éxito comercial. Para 2023, Lali había asegurado su posición como un «ícono pop» con el lanzamiento de su quinto álbum de estudio, Lali. Este álbum presentó múltiples sonidos y elementos del pop de finales de los noventa y principios de los dos mil, honrando a artistas que dominaron ese período como Britney Spears, NSYNC y Jennifer Lopez.
Después del éxito revolucionario de Lali, una ola de artistas argentinos abrazó la música pop, impulsando el género hacia el mainstream. Artistas como Tini, Emilia, Louta, y Oriana siguieron su ejemplo, infundiendo a la escena pop argentina con energía fresca e innovación. Sus estilos diversos y enfoques únicos hacia la música pop cautivaron al público en toda Argentina, consolidando el pop como un género mainstream en el país.

## Cumbia

### Cumbia nacional

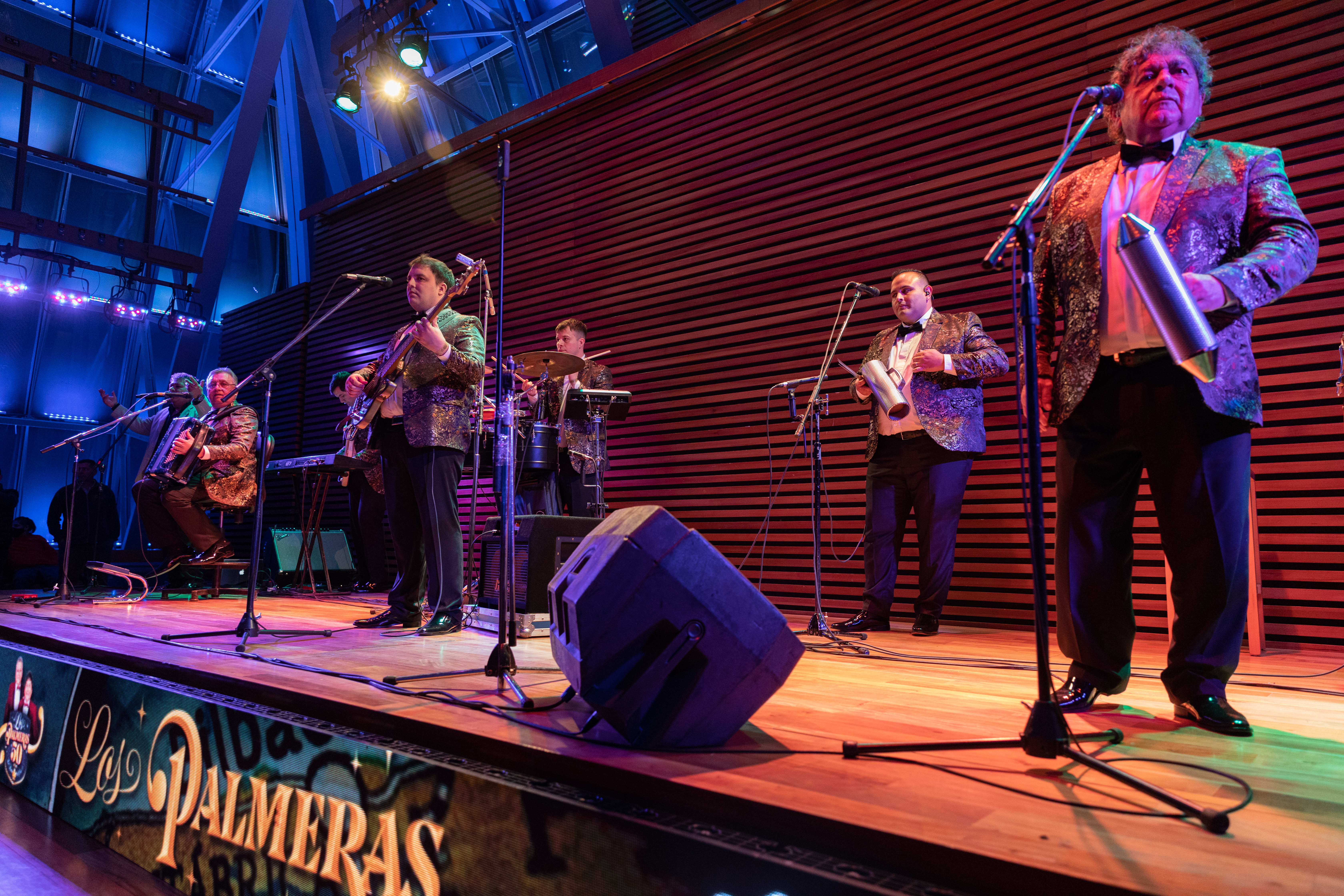
Los Palmeras, banda formada en el año 1969, considerados pioneros de la cumbia nacional.

La cumbia se introdujo en el país a mediados de los 1980 y comienzos de la década de los 90' con la irrupción masiva de bolivianos y peruanos con ritmos mucho más simples que en Colombia, su tierra de origen. Sin embargo, en la década de los 70' ya se encontraba en Argentina un ritmo establecido con el estilo del vallenato y guaracha que logró mezclar estas tres y formar la cumbia Argentina. 
El grupo que se conoce como pionero de este género musical por popularidad es Los Palmeras, fundado en 1969, a este le siguen agrupaciones como Los Wawancó, establecido en 1955, también Los Bambacoa creado en 1962.
Entre los años 80' y 90' se formaron grupos de cumbia que promovieron el impulso de la cumbia en el país como así también en los países limítrofes, estos fueron La Nueva Luna, Los del Fuego, Amar Azul, Jambao, Ráfaga, Los Charros, entre otros.

### Cumbia villera
De estos se abrió el famoso género denominado cumbia villera, con bandas de gran reconocimiento a mediados de los años 1990 e inicios de los 2000 como Damas Gratis, Pibes Chorros, Yerba Brava, Supermerk2, Flor de Piedra, Piola Vago, Mala Fama, Meta Guacha, La Base Musical, entre otros, que lograron gran exposición en los barrios más populares de Argentina relatando la realidad que se vivía día a día en esa época.
A pesar de que la popularidad del género se había perdido a inicios de la década de 2010 por la incursión de nuevos géneros y separaciones de agrupaciones de la misma, a inicios de los años 2020 se volvió a masificar la reproducción de este género. Esta música suele ser sinónimo de distracción o de evasión, hay una vertiente aún más lumpen, con expresiones, giros y jerga propia, que intenta marcar la diferencia.

## Cuarteto
El cuarteto, como expresión de la cultura popular ha tenido una importante expansión en los últimos tiempos, ya no solo entre los sectores de menos recursos, sino también por los miembros de toda la sociedad en general en ámbitos festivos. Una variedad del cuarteto, que es fusionado con el merengue dominicano, es el merenteto, muy escuchado en la Provincia de Córdoba. 
La incursión del cuarteto en la cultura musical de Argentina se produjo de la mano del grupo Cuarteto Característico Leo, formado en el año 1943, de la mano de Leonor Marzano, los cuales despertaron un nuevo sonido en Colonia Las Pichanas en el Departamento San Justo, desde allí todo fue revolución y reconocimiento para el género musical oriundo de Córdoba.
Los músicos más relevantes de cuarteto a lo largo de la historia son La Mona Jiménez, como pionero e influencia de futuros artistas, Rodrigo Bueno "El Potro" como masificador del género a lo largo de la década de los 90', Walter Olmos, seguidor del anterior, Ulises Bueno, hermano del cuartetero Rodrigo que continuó con su legado
Posteriormente aparecieron en la escena cuartetera la agrupación La K'onga, que reanudó el movimiento del cuarteto con un gran reconocimiento a finales de década de los 2010 e inicios de los años 2020, junto a Q' Locura, también consiguiente de los mismos.

## Murga
La murga es otro género significativo de la cultura urbana, fuerte expresión de los sectores populares en los carnavales. Su origen es incierto, aunque se inscribe en la tradición carnestolendas del exceso y la liberación de los cuerpos, acrisolada con el candombe (surgido en el Río de la Plata y patrimonio de los esclavos traídos desde África). La última dictadura militar argentina, a mediados de la década del 70' prohibió tales festejos, pero las murgas barriales sobrevivieron y con la conquista de la democracia renovaron su gracia y su brío.
Por la historia popular que conlleva el género en Argentina se dispone de días festivos, estos son el lunes y martes de carnaval, y se realiza anualmente después de la recuperación de la democracia en la Argentina. Se realiza a lo largo de toda argentina, desde el Gran Buenos Aires a todas las provincias del interior.

## Trap
El trap se presentó al país de forma masiva a los fines del año 2016 primeramente con cantantes como Duki, que en noviembre de 2016 lanzaría su primer sencillo luego de ganar la competencia de freestyle que se encontraba en su pico de popularidad, El Quinto Escalón, competencia creada por el actual rapero y compositor YSY A.

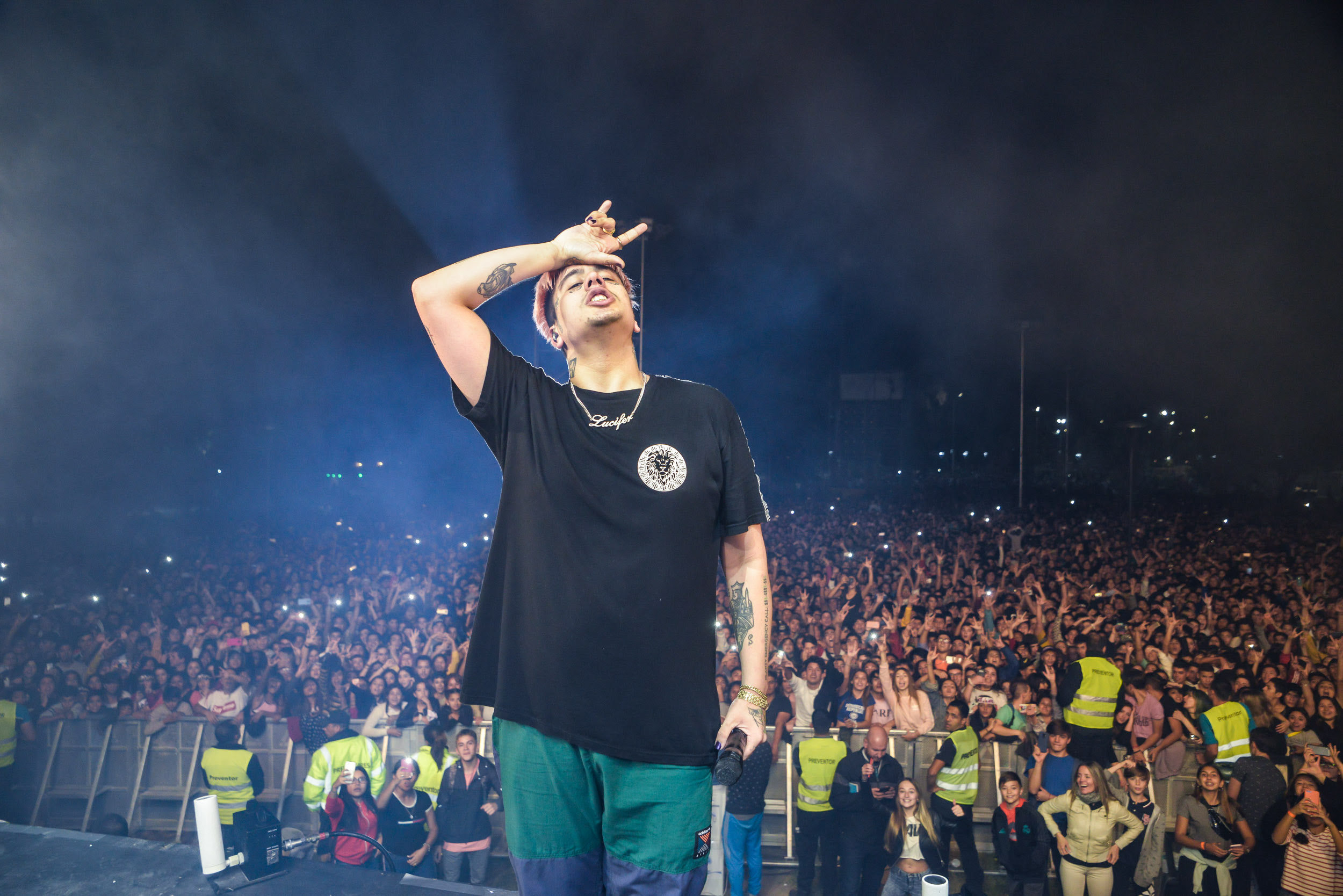
Duki, en concierto en el año 2019, considerado uno de los pioneros del trap en Argentina.

Más tarde el trap argentino se volvería internacional de la mano de Duki y su incorporación al sello discográfico Mueva Records, donde haría sus primeras colaboraciones de gran relevancia junto a Khea, Cazzu y el productor musical Omar Varela, la cual más tarde tendría un remix con —el artista urbano más relevante de ese momento— Bad Bunny. Otros artistas de gran influencia que se incursionaron entre finales de la década del 2010 e inicios de los años 2020 en el ambiente de trap argentino son Paulo Londra, Trueno, Nicki Nicole, Neo Pistea, Khea, Lit Killah, María Becerra y el productor Bizarrap. En esa época nació el primer festival de trap en Argentina, el Buenos Aires Trap que se realizó a principios de 2018. 
La relevancia del movimiento en los jóvenes provocó la masividad y el reconocimiento de estos artistas, también juveniles, y esto los llevó a colaboraciones de gran nivel con artistas como Ed Sheeran, Travis Barker, A Boogie wit da Hoodie, entre otros (en el caso de Paulo Londra), Los Ángeles Azules, Camilo, Rauw Alejandro, entre otros (en el caso de Nicki Nicole), YG, Bad Bunny, entre otros (en el caso de Duki), J Balvin, J.I.D, Víctor Heredia (en el caso de Trueno), y el más relevante y con más reconocimiento internacional en el género, el productor Bizarrap, que colaboró con artistas como Shakira, Residente, Nicky Jam, entre otros.

## RKT
El RKT (pronunciado como «erre-ka-te», originalmente «rakatá») es un género musical argentino creado a principios de los 2000s y popularizado en principio por el cantante L-Gante, en distintos barrios del conurbano bonaerense a fines de esa misma década. Más tarde se sumaron artistas como Alejo Isakk, Kaleb Di Masi, El Noba, entre otros intérpretes.

## Música argentina en dominio público
Existen centenares de discos y canciones de música argentina que pertenecen al dominio público. Todos estos discos pueden ser digitalizados y compartidos libremente por la red ya que o no tienen derechos de autor o estos han expirado. La mayoría de estos archivos son tangos de autores como: Carlos Gardel, Vicente Greco, Ángel Villoldo, Augusto Gentile, Manuel Jovés, José De Grandis, Samuel Castriota, Benjamín Alfonso Tagle Lara y Guillermo Barbieri.

## Géneros musicales originarios en Argentina
- Tango
- Zamba
- Cuarteto
- Chamamé
- Chacarera
- Carnavalito
- Chamarrita
- Malambo
- Milonga
- Música litoraleña
- Trova rosarina
- Tonada cuyana
- Galopa misionera
- Rock de Argentina
- Cumbia argentina
- Cumbia villera
- Cumbia santafesina
- Guaracha santiagueña
- Calchaquismo
- RKT
- Vidala
- Baguala
- Cumbia pop